# Tairrdelbach Ua Conchobair
Tairrdelbach mac Ruaidri Ua Conchobair, anche Turlough O' Connor (Connaught, 1088 – 1156), è stato re del Connacht e primo re supremo d'Irlanda proveniente dalla riva occidentale del fiume Shannon.
Fu re del Connacht dal 1106 al 1156 e re supremo d'Irlanda dal 1120 al 1156. Conquistò il Munster, dividendolo tra le famiglie O'Brien e MacCarthy. Nel 1152 sconfisse il re dell'Ulster O'Loughlin, pretendente al trono.
Ebbe diversi figli da diverse mogli:
- Conchobair (ucciso nel 1114)
- Ruaidri mac Tairrdelbach Ua Conchobair
- Donnell Mideach (morto nel 1176)
- Brian Luighnech O Conchobhair (ucciso nel 1181)
- Maghnus (ucciso nel 1181)
- Cathal Crobdearg Ua Conchobair
- Muirchertach Muimhnech (morto nel 1210)
- Maelisa (morto nel 1223).
- Cathal Migran
- Aedh Dall
- Uran (attivo attorno al 1190)
- Tadhg Aluinn
- Aedh
- Brian Brefinech
- Lochlann
- Donogh
- Melaghlin
- Tadhg Fidhnacha
- Conor
- Dermot
- Tadhg Dairen
- Murchadh Finn
- Maurice